# 布塞·纳兹·恰克尔奥卢
布塞·纳兹·恰克尔奥卢（土耳其語：Buse Naz Çakıroğlu，1996年5月26日—），土耳其女子拳击运动员。她曾代表土耳其参加2020年夏季奥林匹克运动会拳击比赛，获得女子51公斤级银牌。2024年夏季奧林匹克運動會女子輕蠅量級拳擊比賽銀牌得主。